# Hirtshals

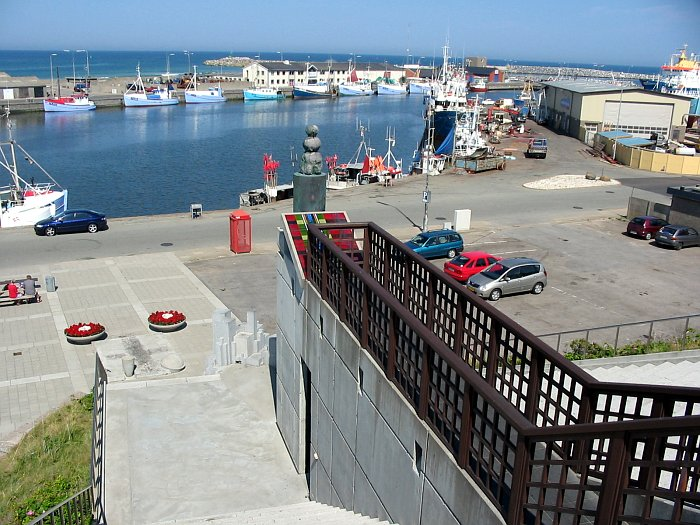

Hirtshals este un oraș în Danemarca.